# Jokha Al-Harthi
Jokha Alharthi (auch al-Harthi, arabisch جوخة الحارثي, DMG Ǧūḫa al-Ḥāriṯī; geb. am 16. Juli 1978 in Oman) ist eine omanische Autorin und Hochschullehrerin für arabische Literatur. Sie gewann 2019 als erste arabische Schriftstellerin den Man Booker International Prize mit ihrem Roman Celestial Bodies (Himmelskörper).

## Leben und Wirken
Jokha al-Harthi studierte in Oman und dem Vereinigten Königreich. An der Universität Edinburgh wurde sie in klassischer Arabischer Literatur promoviert. Sie ist Dozentin für arabische Literatur an der Sultan-Qabus-Universität in Oman.
Al-Harthi veröffentlichte drei Romane, drei Sammlungen von Kurzgeschichten und drei Kinderbücher sowie wissenschaftliche Arbeiten. Einige ihrer Werke wurden ins Englische, Französische, Italienische, Koreanische und andere Sprachen übersetzt. Im Jahr 2016 wurde ihr Roman Narinjah (Bittere Orangen) mit dem „Sultan Qaboos Award for Culture, Arts and Literature“ ausgezeichnet.
Ihr Roman Saiyidāt al-qamar war 2011 auf der Shortlist für den Sheikh Zayed Book Award in der Kategorie Junge Autoren. Für die englische Fassung Celestial Bodies erhielten al-Harthi und ihre Übersetzerin Marilyn Booth 2019 den Man-Booker-Preis. Es war das erste Werk in arabischer Originalfassung, das diesen Preis erhielt. Es war auch die erste Übersetzung eines Romans einer omanischen Autorin ins Englische. Die Würdigung der Jury lautete: „A richly imagined, engaging and poetic insight into a society in transition and into lives previously obscured.“ Das Buch handelt von den Erinnerungen dreier älterer omanischer Schwestern an Familienangehörige und deren Schicksale. In drei Generationen erfolgt der Wandel von einer traditionellen Stammesgesellschaft, in der Sklaven gehalten wurden, zu einem modernen Ölstaat. Verknüpft ist dies mit der postkolonialen Geschichte des Landes auf der arabischen Halbinsel. Unter den sechs Romanen der Shortlist waren auch Kieferninseln von Marion Poschmann und ein Werk der Polin und späteren Nobelpreisträgerin Olga Tokarczuk. Sayyidat el-Qamar wurde in zahlreichen Sprachen veröffentlicht.
Im März 2020 trat al-Harthi auf der Adelaide Writers’ Week auf. Al-Harthi ist verheiratet und Mutter von drei Kindern.

## Werke
Romane
- Manamat (Träume), 2004.
- Sayyidat al-Qamar (Himmelskörper bzw. Frauen des Mondes) 2010, Celestial bodies, translated by Marilyn Booth, Inverness : Sandstone Press, [2018], ISBN 978-1-912240-16-6; als deutsche Übersetzung Herrinnen des Mondes, übersetzt von Claudia Ott, Zürich : Dörlemann, 2025, ISBN 978-3-03820-152-6
- Narinjah (Bittere Orangen), 2016, Bitter orange tree, translated from the Arabic by Marilyn Booth, London ; New York ; Sydney ; Toronto ; New Delhi : Scribner, 2022, ISBN 978-1-4711-9389-7

Kurzgeschichten
- Sabi Ala al-Sath (Der Junge auf dem Dach), 2007.
- fi Madih al-Hubb (Eindrucksvolle Liebe), 2008.

Kinderbücher
- ushsh lil-Asafir (Vogelnest), 2010.
- The Cloud Wishes, 2015.

Herausgeberin
- Maqati Min Sirat Lubna Ith Aana al-Rahil (Kurzgeschichten), 2001.
- Diwan Ahmed bin Abdullah (Gedichtband), 2014.

Wissenschaftliche Werke
- Dirasat Fi Adab Oman Wa al-Khalij (Studien der Literatur in Oman und der Golfregion), 2003.
- Mulahaqat al-shumus: manhaj al-talif al-adabi fi “Kharidat al-qasr”. (Die Jagd nach der Sonne. Die literarische Methodologie im Buch “Kharidat al-Qasr”), 2010.